# Cranogona cornuta
Cranogona cornuta är en mångfotingart som beskrevs av Ribaut 1913. Cranogona cornuta ingår i släktet Cranogona och familjen Anthogonidae. Inga underarter finns listade i Catalogue of Life.